# Calamidia warringtonella
Calamidia warringtonella là một loài bướm đêm thuộc phân họ Arctiinae, họ Erebidae.